# CHM-Montalivet
Koordinaten: 45° 21′ 45,7″ N, 1° 8′ 58,2″ W

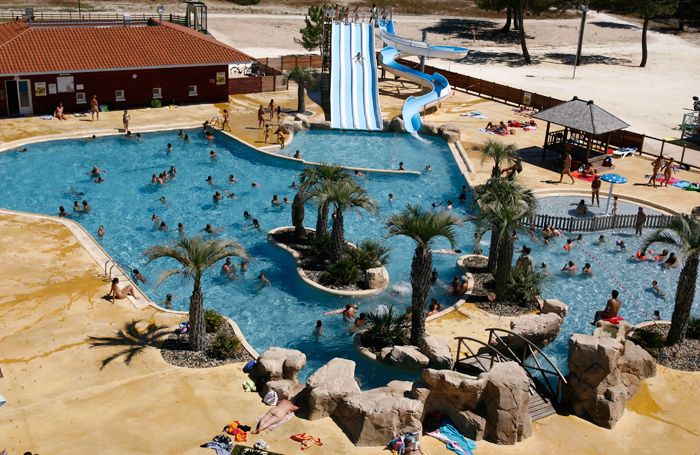
Poolanlage vom CHM Montalivet

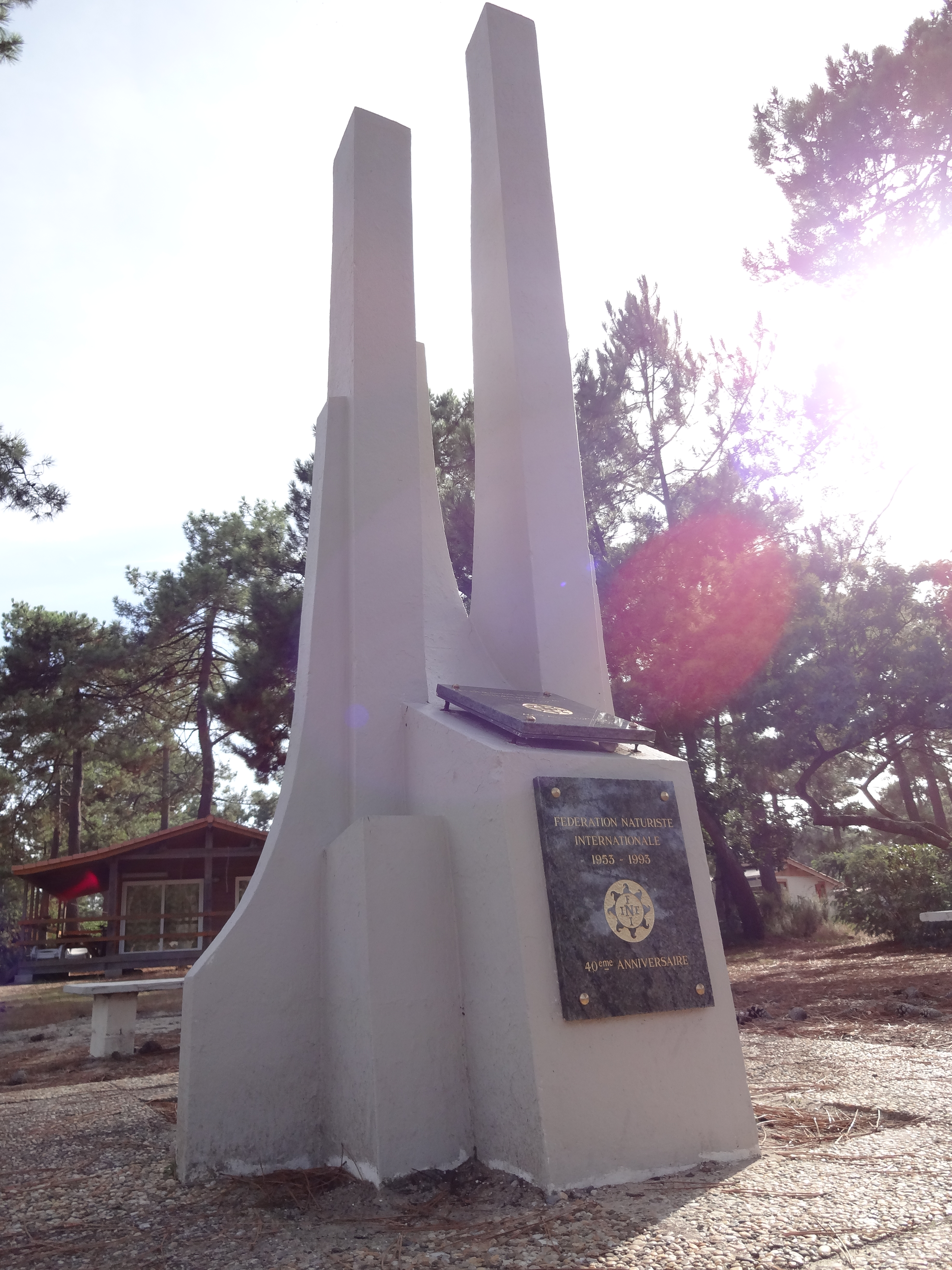
INF-FNI Monument

Das Centre-Hélio-Marin Montalivet (CHM-Montalivet) ist ein großer Naturisten-Campingplatz und -Ferienzentrum (FKK-) im Médoc an der Atlantikküste in Montalivet-les-Bains, etwa 95 Kilometer nordwestlich von Bordeaux.

## Geschichte
Das CHM-Montalivet war 1950 eine der weltweit ersten großen Naturisten-Anlagen (FKK).
Hier wurden der Französische Naturistenverband und 1953 die Internationale Naturisten Föderation (INF/FNI) gegründet.
Die Besitzer der ortsfesten Behausungen kamen aus verschiedenen westeuropäischen Ländern. Das CHM Montalivet sah sich schon immer als Symbol des Naturismus. Nach dessen Grundregeln war Alkohol- und Nikotingenuss ebenso wie heute noch Intimpiercings, Dessous und exhibitionistische oder sexuelles Verhalten untersagt; für Sportmöglichkeiten wurde gesorgt. INF-Ausweise waren und sind grundsätzlich erforderlich.
Die Mehrzahl der Gäste stammen aus Deutschland, Frankreich und den Niederlanden.

## Gelände und Ausstattung
CHM liegt inmitten des Strandkiefernwaldes und hat eine Fläche von 200 Hektar. Zwei Strandzugänge über die Düne führen zu einem weitläufigen Sandstrand mit Surfhütte, Rettungsstation, Strandbar und Beachvolleyballplätzen.
Auf dem Gelände gibt es mehr als 570 Stellplätze, 260 Miet-Mobilheime, 43 Mietbungalows, 140 Mietzelte und 6 Ferienwohnungen. Das Gelände ist in mehrere mit Namen versehenen Wohn- und Campingbereiche aufgeteilt. Die Hauptwege sind befestigt.
Die von April bis Oktober geöffnete Anlage verfügt über einen zentralen Markt, Restaurants, ärztliche Einrichtungen, Hamam und Freibad. Darüber hinaus gibt es während der Hauptsaison für verschiedene Altersstufen ein variables Freizeitangebot.